# 딩춘 인
딩춘 인(丁村人)은 1953년 중국 산시성 린펀시 샹펀현 딩춘의 동굴에서 발견된 플라이스토세 말기의 화석인류이다. 연대는 10만년 전이며, 호모 헤이델베르켄시스에 속한다.
1953년 섬서성 딩춘의 한 동굴에서 석기가 우연히 발견되어 중국과학원 고척추동물연구소(古脊椎動物硏究所)에서 발굴조사를 하였다. 발굴지 제 10 지점에서 12∼13세의 남자의 것으로 추정되는 이가 3개 발견되었는데 호모 에렉투스와 현대인 중간적인 네안데르탈인에 가까운 것으로 추정되고 있다. 이후 같은 장소에서 인골들이 발견되었고, 1976년에는 소년 화석의 발굴 지점에서 2살 아기의 두개골 화석도 발견하였다. 몽골로이드적 특색도 있다고 한다. 중국에서는 이를 호모 에렉투스에서 현생인류로 진화해가는 과도기적 존재라고 주장하기도 한다.

## 같이 보기
- 딩춘 문화
- 오르도스 인
- 신둥 인